# Metaquiròmids
Els metaquiròmids són una família extinta de mamífers extints que visqueren durant el Paleocè i l'Eocè. Se n'han trobat restes fòssils a França i els Estats Units.